# Ⲅ
Cette page contient des caractères spéciaux ou non latins. S’ils s’affichent mal (▯, ?, etc.), consultez la page d’aide Unicode.
Ne doit pas être confondu avec la lettre grecque Gamma, la lettre latine Ɣ ou la lettre cyrillique Gué.
Ⲅ (minuscule : ⲅ), appelé gamma, est une lettre de l’alphabet copte utilisée dans l’écriture du copte, de l’ancien nubien ou du nobiin.

## Représentations informatiques
Le gamma copte a été représenté avec les mêmes caractères que le gamma grec jusqu’à la publication d’Unicode 4.1 en mars 2005, à partir de laquelle il est représenté avec des caractères qui lui sont propres. Il peut donc être représenté à l’aide des caractères (Grec et copte, Copte) suivants, :
| lettres   | représentations | chaînes de caractères | points de code | descriptions                   | note               |
| --------- | --------------- | --------------------- | -------------- | ------------------------------ | ------------------ |
| majuscule | Γ               | Γ                     | U+0393         | lettre majuscule grecque gamma | avant Unicode 4.1  |
| minuscule | γ               | γ                     | U+03B3         | lettre minuscule grecque gamma | avant Unicode 4.1  |
| majuscule | Ⲅ               | Ⲅ                     | U+2C84         | lettre majuscule copte gamma   | depuis Unicode 4.1 |
| minuscule | ⲅ               | ⲅ                     | U+2C85         | lettre minuscule copte gamma   | depuis Unicode 4.1 |